# SV 06 Kassel
Maillots
Le SV 06 Kassel est un club allemand de football basé à Cassel. 